# Kimball (Dacota do Sul)
Kimball é uma cidade localizada no estado norte-americano de Dakota do Sul, no Condado de Brule.

## Demografia
Segundo o censo norte-americano de 2000, a sua população era de 745 habitantes.
Em 2006, foi estimada uma população de 686, um decréscimo de 59 (-7.9%).

## Geografia
De acordo com o United States Census Bureau tem uma área de
8,0 km², dos quais 8,0 km² cobertos por terra e 0,0 km² cobertos por água.

## Localidades na vizinhança
O diagrama seguinte representa as localidades num raio de 36 km ao redor de Kimball.